# Mro Bouni
Mro Bouni ist ein temporärer Fluss, nach Art einer Fiumara auf Anjouan, einer Insel der Komoren in der Straße von Mosambik.

## Geographie
Der Fluss entspringt im Gebiet von Magnassini-Nindri im Süden von Anjouan in einem Ausläufer des Trindrini (Chindrini). Er verläuft nach Südwesten und mündet bald in den Lingoni.